# チリカワウソ
チリカワウソ（Lontra provocax）は、イタチ科カナダカワウソ属に分類される食肉類。

## 分布
アルゼンチン南部、チリ南部

## 形態
体長57-61cm（70cmに達する説もあり）。尾長35-40cm（46cmに達する説もあり）。背面の毛衣は濃褐色で、腹面の毛衣は黄赤色。
吻端にある体毛が無く露出した板状の皮膚（鼻鏡）の上縁は盛り上がり、アルファベットの「W」字状。。
乳頭の数は4。

## 生態
河川や湖に生息するが、海洋にも生息する。
食性は動物食で、魚類、甲殻類、貝類などを食べるが、鳥類を食べることもある。
繁殖形態は胎生。妊娠期間は61-65日。1回に1-2頭の幼獣を産む。

## 人間との関係
人為的に移入された魚類による環境の変化、および移入された魚類を本種が捕食することが困難なことなどから生息数の減少が懸念されている。